# آتومنرگوماش
آتومنرگوماش (روسی: Атомэнергомаш) شرکت انرژی هسته‌ای روسی است، که در سال ۲۰۰۶ تأسیس شد.